# Amastus tolimae
Amastus tolimae là một loài bướm đêm thuộc phân họ Arctiinae, họ Erebidae.